# Отто Мартенс
Отто Мартенс (нім. Otto Martens; 9 липня 1897, Варверорт — 3 лютого 1977, Прец) — німецький офіцер, майор резерву вермахту. Кавалер Лицарського хреста Залізного хреста.

## Нагороди
- Залізний хрест 2-го класу
- Почесний хрест ветерана війни з мечами
- Застібка до Залізного хреста 2-го класу
- Залізний хрест 1-го класу
- Нагрудний знак «За участь у загальних штурмових атаках» 1-го ступеня
- Орден «Святий Олександр», офіцерський хрест (Болгарія)
- Почесна застібка на орденську стрічку для Сухопутних військ (29 вересня 1941) — як гауптман резерву 1-ї роти 72-го протитанкового дивізіону 72-ї піхотної дивізії.
- Лицарський хрест Залізного хреста (23 листопада 1941) — як гауптман резерву і командир свого дивізіону.
- Медаль «За зимову кампанію на Сході 1941/42»